# Wydział Nauk Ekonomicznych i Zarządzania Uniwersytetu Szczecińskiego
Wydział Nauk Ekonomicznych i Zarządzania Uniwersytetu Szczecińskiego (WNEiZ US) – dawny wydział Uniwersytetu Szczecińskiego. Była to najstarsza polska uczelnia ekonomiczna na Pomorzu Zachodnim. Kształciła studentów w systemie stacjonarnym i niestacjonarnym na kierunkach: informatyka i ekonometria, informatyka gospodarcza, ekonomia, finanse i rachunkowość, zarządzanie, zarządzanie i inżynieria produkcji.

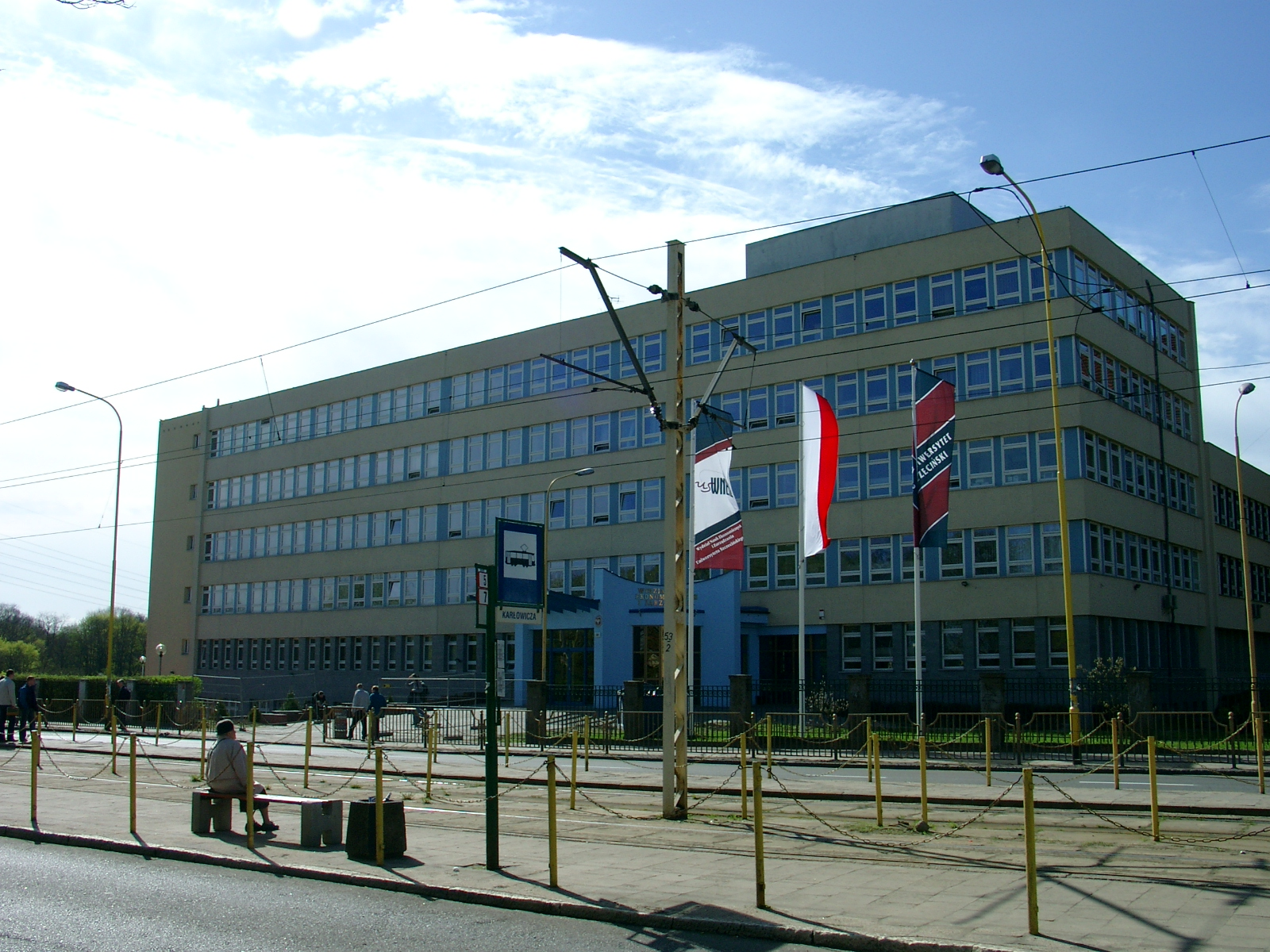
Budynek WNEiZ US

## Historia
W murach Wydziału mieściła się pierwsza polska uczelnia na Pomorzu Zachodnim. 14 października 1946 swoją działalność zainaugurowała pierwsza w dziejach Pomorza Zachodniego Wyższa Uczelnia jako filia Akademii Handlowej w Poznaniu. Pierwszym rektorem nowo powstałej uczelni został przedstawiciel prawa międzynarodowego prof. dr h.c. Leon Babiński.
W 1950 r. szkoła została upaństwowiona i przemianowana na Wyższą Szkołę Ekonomiczną, z siedzibą w Szczecinie. W 1955 włączono WSE jako Wydział Inżynieryjno-Ekonomiczny Transportu do nowo powstałej Politechniki Szczecińskiej. W 1985 r. powstał Uniwersytet Szczeciński z wydziałem ekonomicznym, a 12 lat później (w 1997) zmieniono jego nazwę na Wydział Nauk Ekonomicznych i Zarządzania. 1 października 2019 r. Wydział Nauk Ekonomicznych i Zarządzania połączono z Wydziałem Zarządzania i Ekonomiki Usług w nowy wydział Ekonomii, Finansów i Zarządzania.
Wydział Nauk Ekonomicznych i Zarządzania wypromował ponad 30 tysięcy magistrów ekonomii, nadał ponad 400 stopni doktora nauk ekonomicznych i ponad 70 stopni doktora habilitowanego.
Wydział posiadał uprawnienia do nadawania stopnia doktora i doktora habilitowanego w dziedzinie nauk ekonomicznych – dyscyplina naukowa ekonomia – oraz stopnia doktora w dziedzinie nauk ekonomicznych – dyscyplina naukowa nauki o zarządzaniu.

## Struktura organizacyjna
- Instytut Ekonomiki i Organizacji Przedsiębiorstw
  - Zakład Analizy Ekonomicznej
  - Zakład Ekonomiki Przedsiębiorstw
  - Zakład Zarządzania Przedsiębiorstwem
  - Zakład Inwestycji i Wyceny Przedsiębiorstw
  - Zakład Zarządzania Jakością

- Instytut Informatyki w Zarządzaniu
  - Zakład Metod Informatyki Stosowanej
  - Zakład Inżynierii Systemów Informatycznych
  - Zakład Zastosowań Sztucznej Inteligencji
  - Zakład Systemów Wspomagania Decyzji
  - Zakład Społeczeństwa Informacyjnego
  - Zespół Laboratoriów Mikrokomputerowych

- Instytut Rachunkowości
  - Zakład Teorii Rachunkowości
  - Zakład Rachunkowości Finansowej
  - Zakład Rachunku Kosztów
  - Zakład Rachunkowości Zarządczej i Controllingu
  - Zakład Sprawozdawczości Finansowej i Audytu

- Katedra Ekonometrii i Statystyki
  - Zakład Ekonometrii
  - Zakład Statystyki i Demografii
  - Zakład Badań Operacyjnych
  - Zakład Zastosowań Matematyki w Ekonomii
  - Zespół Teorii Prognoz

- Katedra Finansów
  - Zakład Finansów Przedsiębiorstw
  - Zakład Teorii Finansów

- Katedra Handlu Zagranicznego i Międzynarodowych Stosunków Ekonomicznych
- Katedra Makroekonomia
- Katedra Marketingu
- Katedra Mikroekonomii
- Katedra Organizacji i Zarządzania
- Katedra Polityki Społeczno-Gospodarczej i Europejskich Studiów Regionalnych
- Katedra Ubezpieczeń i Rynków Kapitałowych
- Katedra Zarządzania Finansami
- Wydziałowe Centrum Informatyczne
- Biblioteka Ekonomiczna

## Kierunki studiów
- Ekonomia
- Finanse i Rachunkowość
- Informatyka i Ekonometria
- Informatyka Gospodarcza
- Zarządzanie
- Zarządzanie i Inżynieria Produkcji
- Informatyka w biznesie

## Koła naukowe i organizacje
- Koło Naukowe Informatyki BIOS
- Koło Naukowe Rachunkowości
- Koło Naukowe Finansów i Zarządzania
- Koło Naukowe Ekonomiki Przedsiębiorstwa
- Koło Naukowe Metod Ilościowych
- Koło Naukowe Rynków Kapitałowych „Proinvest”
- Koło Naukowe Marketingu
- Koło Naukowe Ekonomii „Aktywni Studenci”
- Koło Naukowe „Ekonomia & Ekologia”
- Koło Naukowe Organizacji i Zarządzania „Inicjatywa”
- Koło Naukowe Bankowości
- Koło Naukowe Analizy i Strategii Przedsiębiorstw
- Koło Naukowe Społeczeństwa Informacyjnego
- Polskie Towarzystwo Informatyczne – Oddział Zachodniopomorski
- Sekcja Brydżowa na Wydziale Nauk Ekonomicznych i Zarządzania
- Chór Akademicki Wydziału Nauk Ekonomicznych i Zarządzania Uniwersytetu Szczecińskiego

## Władze
- Dziekan: prof. zw. dr hab. Waldemar Tarczyński
- Prodziekan ds. Nauki i Współpracy Międzynarodowej: dr hab. prof. US Tomasz Bernat
- Prodziekan ds. Studenckich: dr hab. prof. US Małgorzata Łatuszyńska
- Prodziekan ds. Studiów Niestacjonarnych: dr hab. Waldemar Gos, prof. US